# آرثر دين (محامي أمريكي)
آرثر دين (بالإنجليزية: Arthur Dean)‏ هو دبلوماسي ومحامي أمريكي، ولد في 1898، وتوفي في 1987.

## وصلات خارجية
- آرثر دين على موقع مونزينجر (الألمانية)